# Qualifications des épreuves de cyclisme aux Jeux olympiques d'été de 2020
Cet article détaille la phase de qualification pour le cyclisme aux Jeux olympiques d'été de 2020.
Les détails complets sont disponibles sur le site de l'Union européenne de cyclisme (UEC), pour le cyclisme sur route le cyclisme sur piste, le BMX racing, le BMX freestyle et le VTT.
Le 15 mars 2020, l'UCI annonce avoir demandé au Comité international olympique d'arrêter la période de qualification pour les Jeux de Tokyo de manière rétroactive au 3 mars 2020, en raison de la pandémie de maladie à coronavirus.

## Résumé
Les quotas pour le cyclisme sur piste se font entièrement grâce au classement par nations UCI sur piste olympique 2018-2020. Les quotas par épreuves sont les suivants : 
- Vitesse par équipes : 8 meilleures équipes par sexe
- Vitesse individuelle : les CNO qualifiés pour la vitesse par équipes obtiennent un quota de 2 cyclistes, auxquels s'ajoutent les 7 meilleurs du classement de vitesse individuelle, ainsi que les 7 meilleures du classement du keirin (pour un total de 30 places)
- Keirin : les CNO qualifiés pour la vitesse par équipes obtiennent un quota de 2 cyclistes, auxquels s'ajoutent les 7 meilleurs du classement de vitesse individuelle, ainsi que les 7 meilleures du classement du keirin (pour un total de 30 places)
- Poursuite par équipes : 8 meilleures équipes par sexe
- Course à l'américaine :  les 8 CNO qualifiés en poursuite par équipes, auxquels s'ajoutent les 8 équipes suivantes les mieux placées au classement UCI par sexe (pour un total de 16 équipes)
- Omnium : les 8 CNO qualifiés en américaine, auxquels s'ajoutent les 12/13 équipes suivantes les mieux placées au classement UCI par sexe (pour un total de 20/21 places)

Le cyclisme sur route utilise principalement le Classement mondial UCI par nations. La plupart des quotas pour la course en ligne sont attribués par le biais du classement par nations (122 pour les hommes, 62 pour les femmes), avec des dispositions particulières pour les coureurs figurant dans le top 200 du classement individuel, mais dont le pays est classé hors du top 50. Un nombre de places supplémentaires est attribué lors de championnats continentaux individuels de course en ligne (2 hommes et 1 femme chacun pour l'Afrique, les Amériques et l'Asie). Le Japon, pays hôte, obtient 2 places garanties par sexe dans la course en ligne. Pour les épreuves contre-la-montre, le CNO doit être qualifié pour la course en ligne. Les 30 premiers CNO chez les hommes et 15 premiers chez les femmes du classement mondial peuvent participer au contre-la-montre. Les championnats du monde du contre-la-montre 2019 offrent également 10 places supplémentaires par sexe pour le contre-la-montre. Les CNO peuvent donc avoir un maximum de 2 coureurs sur le contre-la-montre.
Pour les épreuves de VTT, 38 places sont attribuées par sexe. Le Japon bénéficie d'un quota par sexe en tant que pays hôte, 30 sont attribués via les classements UCI, 3 sont attribués par le biais des championnats continentaux (1 pour l’Afrique, les Amériques et l'Asie) et 4 sont attribués via les Championnats du monde de VTT 2019 (2 pour les élites et 2 pour les moins de 23 ans).
En BMX racing, 24 places sont attribuées par sexe. Le Japon bénéficie d'un quota par sexe en tant que pays hôte, 18 sont attribués via les classements UCI, 3 sont attribués par le biais du classements UCI individuel et 2 sont attribués après l'annulation des mondiaux de BMX.
En BMX freestyle, 9 places sont attribuées par sexe : 1 pour l'hôte, 6 via le classement UCI et 2  via les Championnats du monde de cyclisme urbain 2019.

## Période de qualification
Ce qui suit est une chronologie des événements qualificatifs pour les épreuves cyclistes des Jeux olympiques de 2020.
| Compétition                                                                                      | Date                       | Lieu             |
| Route                                                                                            | Route                      | Route            |
| ------------------------------------------------------------------------------------------------ | -------------------------- | ---------------- |
| Championnats d'Afrique de cyclisme sur route 2019                                                | 15-20 mars 2019            | Baher Dar        |
| Championnats d'Asie de cyclisme sur route 2019                                                   | 27-28 avril 2019           | Tachkent         |
| Championnats panaméricains de cyclisme sur route de 2019                                         | 2-5 mai 2019               | Pachuca          |
| Championnats du monde de cyclisme sur route 2019                                                 | 22-29 septembre 2019       | Harrogate        |
| Classement UCI sur route 2019                                                                    | 22 octobre 2019            | NC               |
| Piste                                                                                            |                            |                  |
| Classements UCI sur piste 2018-2020 (après les Championnats du monde de cyclisme sur piste 2020) | 2 mars 2020                | NC               |
| VTT                                                                                              |                            |                  |
| Championnats panaméricains de VTT 2019                                                           | 3-7 avril 2019             | Aguascalientes   |
| Championnats d'Afrique de VTT 2019                                                               | 12-14 avril 2019           | Windhoek         |
| Championnats d'Asie de VTT 2019                                                                  | 25-28 juillet 2019         | Kfardebian       |
| Championnats du monde de VTT 2019                                                                | 28 août–1er septembre 2019 | Mont-Sainte-Anne |
| Classements UCI de VTT                                                                           | 18 mai 2021                | NC               |
| BMX,                                                                                             |                            |                  |
| Championnats du monde de cyclisme urbain 2019                                                    | 6-10 novembre 2019         | Chengdu          |
| Coupe du monde de BMX 2021                                                                       | 29-30 mai 2021             | Bogota           |
| Classement UCI individuel de BMX racing                                                          | 1er juin 2021              | NC               |
| Classement UCI par équipes de BMX racing                                                         | 1er juin 2021              | NC               |
| Classements UCI par équipes de BMX freestyle                                                     | 8 juin 2021                | NC               |

## Répartition globale des places
| Nation            | Route  | Route  | Route  | Route  | Piste  | Piste  | Piste  | Piste  | Piste  | Piste  | Piste  | Piste  | Piste  | Piste  | Piste  | Piste  | VTT | VTT | BMX | BMX | BMX | BMX | Total | Total |
| Nation            | Hommes | Hommes | Femmes | Femmes | Hommes | Hommes | Hommes | Hommes | Hommes | Hommes | Femmes | Femmes | Femmes | Femmes | Femmes | Femmes | H   | F   | H   | H   | F   | F   | Q     | NB    |
| Nation            | CEL    | CLM    | CEL    | CLM    | VE     | KE     | VI     | PE     | OM     | AM     | VE     | KE     | VI     | PE     | OM     | AM     | H   | F   | RC  | FS  | RC  | FS  | Q     | NB    |
| ----------------- | ------ | ------ | ------ | ------ | ------ | ------ | ------ | ------ | ------ | ------ | ------ | ------ | ------ | ------ | ------ | ------ | --- | --- | --- | --- | --- | --- | ----- | ----- |
| Afrique du Sud    | 3      | 1      | 2      | 1      |        | 1      | 1      |        | X      |        |        | 1      | 1      |        |        |        | 1   | 1   | 1   |     |     |     | 15    | 11    |
| Algérie           | 2      | 1      |        |        |        |        |        |        |        |        |        |        |        |        |        |        |     |     |     |     |     |     | 3     | 2     |
| Allemagne         | 4      | 2      | 4      | 2      | X      | 2      | 2      | X      | X      | X      | X      | 2      | 2      | X      |        | X      | 2   | 2   |     |     | 1   | 1   | 33    | 28    |
| Argentine         | 1      |        |        |        |        |        |        |        |        |        |        |        |        |        |        |        |     | 1   | 1   |     |     |     | 3     | 3     |
| Athlètes réfugiés |        | 1      |        | 1      |        |        |        |        |        |        |        |        |        |        |        |        |     |     |     |     |     |     | 2     | 2     |
| Australie         | 4      | 2      | 4      | 2      | X      | 2      | 2      | X      | X      | X      |        | 1      | 1      | X      | X      | X      | 1   | 1   | 1   | 1   | 2   | 1   | 35    | 29    |
| Autriche          | 3      | 1      | 1      |        |        |        |        |        | X      | X      |        |        |        |        |        |        | 1   | 1   |     |     |     |     | 9     | 8     |
| Azerbaïdjan       | 1      |        |        |        |        |        |        |        |        |        |        |        |        |        |        |        |     |     |     |     |     |     | 1     | 1     |
| Belgique          | 5      | 2      | 3      | 1      |        |        |        |        | X      | X      |        |        |        |        | X      | X      | 1   | 1   |     |     | 1   |     | 18    | 15    |
| Biélorussie       | 1      |        | 1      | 1      |        |        |        |        | X      |        |        |        |        |        | X      |        |     |     |     |     |     |     | 5     | 4     |
| Brésil            |        |        |        |        |        |        |        |        |        |        |        |        |        |        |        |        | 2   | 1   | 1   |     | 1   |     | 5     | 5     |
| Burkina Faso      | 1      |        |        |        |        |        |        |        |        |        |        |        |        |        |        |        |     |     |     |     |     |     | 1     | 1     |
| Canada            | 3      | 1      | 3      | 2      |        | 2      | 2      | X      |        | X      |        | 2      | 2      | X      | X      |        | 1   | 2   | 1   |     | 1   |     | 26    | 24    |
| Chili             |        |        | 1      |        |        |        |        |        |        |        |        |        |        |        |        |        | 1   |     |     |     |     | 1   | 3     | 3     |
| Chine             | 1      |        | 1      |        |        | 1      | 1      |        |        |        | X      | 2      | 2      |        |        |        | 1   | 1   |     |     |     |     | 11    | 7     |
| Chypre            |        |        | 1      |        |        |        |        |        |        |        |        |        |        |        |        |        |     |     |     |     |     |     | 1     | 1     |
| Colombie          | 5      | 1      | 1      |        |        | 1      | 1      |        |        |        |        |        |        |        |        |        |     |     | 2   |     | 1   |     | 12    | 10    |
| Corée du Sud      |        |        | 1      |        |        |        |        |        |        |        |        | 1      | 1      |        |        |        |     |     |     |     |     |     | 3     | 2     |
| Costa Rica        | 1      |        | 1      |        |        |        |        |        |        |        |        |        |        |        |        |        |     |     |     | 1   |     |     | 3     | 3     |
| Croatie           | 1      |        |        |        |        |        |        |        |        |        |        |        |        |        |        |        |     |     |     |     |     |     | 1     | 1     |
| Cuba              |        |        | 1      |        |        |        |        |        |        |        |        |        |        |        |        |        |     |     |     |     |     |     | 1     | 1     |
| Danemark          | 4      | 1      | 2      | 1      |        |        |        | X      | X      | X      |        |        |        |        | X      | X      | 1   | 2   |     |     | 1   |     | 17    | 17    |
| Équateur          | 2      | 1      |        |        |        |        |        |        |        |        |        |        |        |        |        |        |     |     | 1   |     | 1   |     | 5     | 4     |
| Égypte            |        |        |        |        |        |        |        |        |        |        |        |        |        |        | X      |        |     |     |     |     |     |     | 1     | 1     |
| Érythrée          | 2      | 1      | 1      |        |        |        |        |        |        |        |        |        |        |        |        |        |     |     |     |     |     |     | 4     | 3     |
| Espagne           | 5      | 1      | 2      | 1      |        |        |        |        | X      | X      |        |        |        |        |        |        | 2   | 1   |     |     |     |     | 14    | 12    |
| Estonie           | 2      | 1      |        |        |        |        |        |        |        |        |        |        |        |        |        |        |     | 1   |     |     |     |     | 4     | 3     |
| États-Unis        | 2      | 2      | 4      | 2      |        |        |        |        | X      | X      |        | 1      | 1      | X      | X      | X      | 1   | 3   | 2   | 2   | 3   | 2   | 30    | 27    |
| Éthiopie          |        |        | 1      |        |        |        |        |        |        |        |        |        |        |        |        |        |     |     |     |     |     |     | 1     | 1     |
| France            | 5      | 1      | 1      | 1      | X      | 2      | 2      |        | X      | X      |        | 2      | 2      | X      | X      | X      | 2   | 2   | 3   | 1   | 2   |     | 32    | 28    |
| Grande-Bretagne   | 4      | 2      | 2      | 1      | X      | 2      | 2      | X      | X      | X      |        | 1      | 1      | X      | X      | X      | 1   | 1   | 1   | 1   | 1   | 1   | 28    | 26    |
| Grèce             | 1      |        |        |        |        |        |        |        | X      |        |        |        |        |        |        |        | 1   |     |     |     |     |     | 3     | 3     |
| Guatemala         | 1      |        |        |        |        |        |        |        |        |        |        |        |        |        |        |        |     |     |     |     |     |     | 1     | 1     |
| Hong Kong         | 1      |        |        |        |        |        |        |        |        |        |        | 2      | 2      |        | X      | X      |     |     |     |     |     |     | 7     | 5     |
| Hongrie           | 1      |        |        |        |        |        |        |        |        |        |        |        |        |        |        |        | 1   | 1   |     |     |     |     | 3     | 3     |
| Iran              | 1      | 1      |        |        |        |        |        |        |        |        |        |        |        |        |        |        |     |     |     |     |     |     | 2     | 1     |
| Irlande           | 3      | 1      |        |        |        |        |        |        | X      | X      |        |        |        |        | X      | X      |     |     |     |     |     |     | 8     | 7     |
| Israël            |        |        | 1      | 1      |        |        |        |        |        |        |        |        |        |        |        |        | 1   |     |     |     |     |     | 3     | 2     |
| Italie            | 5      | 2      | 4      | 1      |        |        |        | X      | X      | X      |        |        |        | X      | X      | X      | 3   | 1   | 1   |     |     |     | 23    | 24    |
| Japon             | 2      |        | 2      | 1      |        | 2      | 2      |        | X      |        |        | 1      | 1      |        | X      | X      | 1   | 1   | 1   | 1   | 1   | 1   | 20    | 16    |
| Kazakhstan        | 3      | 1      |        |        |        | 1      | 1      |        | X      |        |        |        |        |        |        |        |     |     |     |     |     |     | 7     | 5     |
| Lettonie          | 2      | 1      |        |        |        |        |        |        |        |        |        |        |        |        |        |        |     |     | 1   |     | 1   |     | 5     | 4     |
| Lituanie          | 1      |        | 1      |        |        |        |        |        |        |        | X      | 2      | 2      |        | X      |        |     |     |     |     |     |     | 8     | 5     |
| Luxembourg        | 2      |        | 1      | 1      |        |        |        |        |        |        |        |        |        |        |        |        |     |     |     |     |     |     | 4     | 3     |
| Malaisie          |        |        |        |        |        | 2      | 2      |        |        |        |        |        |        |        |        |        |     |     |     |     |     |     | 4     | 2     |
| Maroc             | 1      |        |        |        |        |        |        |        |        |        |        |        |        |        |        |        |     |     |     |     |     |     | 1     | 1     |
| Mexique           | 1      |        | 1      | 1      |        |        |        |        |        |        | X      | 2      | 2      |        |        |        | 1   | 1   |     |     |     |     | 10    | 6     |
| Namibie           | 1      |        | 1      |        |        |        |        |        |        |        |        |        |        |        |        |        | 1   | 1   |     |     |     |     | 4     | 4     |
| Norvège           | 4      | 1      | 2      | 1      |        |        |        |        |        |        |        |        |        |        | X      |        | 1   |     | 1   |     |     |     | 11    | 9     |
| Nouvelle-Zélande  | 2      | 2      |        |        | X      | 2      | 2      | X      | X      | X      |        | 2      | 2      | X      | X      | X      | 1   |     |     |     | 1   |     | 21    | 19    |
| Ouzbékistan       | 1      |        | 1      |        |        |        |        |        |        |        |        |        |        |        |        |        |     |     |     |     |     |     | 2     | 2     |
| Panama            | 1      |        |        |        |        |        |        |        |        |        |        |        |        |        |        |        |     |     |     |     |     |     | 1     | 1     |
| Paraguay          |        |        | 1      |        |        |        |        |        |        |        |        |        |        |        |        |        |     |     |     |     |     |     | 1     | 1     |
| Pays-Bas          | 5      | 1      | 4      | 2      | X      | 2      | 2      |        | X      | X      | X      | 2      | 2      |        | X      | X      | 2   | 2   | 3   |     | 3   |     | 36    | 28    |
| Pérou             | 1      |        |        |        |        |        |        |        |        |        |        |        |        |        |        |        |     |     |     |     |     |     | 1     | 1     |
| Pologne           | 3      | 1      | 3      | 1      | X      | 2      | 2      |        | X      | X      | X      | 2      | 2      |        | X      | X      | 1   | 1   |     |     |     |     | 24    | 17    |
| Portugal          | 2      | 2      |        |        |        |        |        |        |        |        |        |        |        |        | X      |        |     | 1   |     |     |     |     | 6     | 4     |
| ROC               | 3      | 1      | 1      |        | X      | 2      | 2      |        |        |        | X      | 2      | 2      |        | X      | X      | 1   | 1   | 1   | 1   | 2   | 1   | 24    | 18    |
| Roumanie          | 1      |        |        |        |        |        |        |        |        |        |        |        |        |        |        |        | 1   |     |     |     |     |     | 2     | 2     |
| Rwanda            | 1      |        |        |        |        |        |        |        |        |        |        |        |        |        |        |        |     |     |     |     |     |     | 1     | 1     |
| Slovaquie         | 2      | 1      |        |        |        |        |        |        |        |        |        |        |        |        |        |        |     |     |     |     |     |     | 3     | 2     |
| Slovénie          | 4      | 1      | 1      |        |        |        |        |        |        |        |        |        |        |        |        |        |     | 1   |     |     |     |     | 7     | 6     |
| Suriname          |        |        |        |        |        | 1      | 1      |        |        |        |        |        |        |        |        |        |     |     |     |     |     |     | 2     | 1     |
| Suède             |        |        |        |        |        |        |        |        |        |        |        |        |        |        |        |        |     | 1   |     |     |     |     | 1     | 1     |
| Suisse            | 4      | 2      | 1      | 1      |        |        |        | X      | X      | X      |        |        |        |        |        |        | 3   | 3   | 2   |     | 1   | 1   | 21    | 20    |
| Taipei chinois    | 1      |        |        |        |        |        |        |        |        |        |        |        |        |        |        |        |     |     |     |     |     |     | 1     | 1     |
| Tchéquie          | 3      | 1      | 1      |        |        | 1      | 1      |        |        |        |        |        |        |        |        |        | 1   | 1   |     |     |     |     | 9     | 7     |
| Thaïlande         |        |        | 1      |        |        |        |        |        |        |        |        |        |        |        |        |        |     |     |     |     |     |     | 1     | 1     |
| Trinité-et-Tobago |        |        | 1      |        |        | 2      | 2      |        |        |        |        |        |        |        |        |        |     |     |     |     |     |     | 5     | 3     |
| Turquie           | 2      |        |        |        |        |        |        |        |        |        |        |        |        |        |        |        |     |     |     |     |     |     | 2     | 2     |
| Ukraine           | 1      |        | 1      |        |        |        |        |        |        |        | X      | 2      | 2      |        |        |        |     | 1   |     |     |     |     | 8     | 5     |
| Venezuela         | 1      |        |        |        |        |        |        |        |        |        |        |        |        |        |        |        |     |     |     | 1   |     |     | 2     | 2     |
| Total: 72 CNOs    | 130    | 41     | 67     | 26     | 8      | 30     | 30     | 8      | 20     | 16     | 8      | 30     | 30     | 8      | 21     | 15     | 38  | 38  | 24  | 9   | 24  | 9   | 630   | 530   |

## Cyclisme sur route

### Course en ligne masculine
| Compétition                        | Rang  | Qualifiés | Athlètes par CNO |
| ---------------------------------- | ----- | --- | ---------------- |
| Pays hôte                          | NC    | Japon | 1                |
| Classement mondial UCI par nations | 1-6   | Belgique Italie Pays-Bas France Colombie Espagne | 5                |
| Classement mondial UCI par nations | 7-13  | Slovénie Allemagne Australie Danemark Grande-Bretagne Norvège Suisse                                                                                 | 4                |
| Classement mondial UCI par nations | 14-21 | Autriche Pologne Irlande ROC Afrique du Sud Kazakhstan Canada Tchéquie                                                                               | 3                |
| Classement mondial UCI par nations | 22-32 | Équateur Portugal Slovaquie Érythrée États-Unis Nouvelle-Zélande Estonie Algérie Luxembourg Lettonie Turquie                                         | 2                |
| Classement mondial UCI par nations | 33-50 | Biélorussie Ukraine Costa Rica Grèce Roumanie Iran Suède Hongrie Venezuela Japon Maroc Azerbaïdjan Lituanie Rwanda Mexique Guatemala Argentine Chine | 1                |
| Championnats d'Afrique 2019        | 1-2   | Namibie Burkina Faso | 1                |
| Championnats d'Asie 2019           | 1-2   | Taipei chinois Ouzbékistan | 1                |
| Championnats panaméricains 2019    | 1-2   | Pérou Panama | 1                |
| Ré-allocation de quota inutilisé   |       | Hong Kong Croatie | 1                |
| Total                              |       | | 130              |

* Quota réduit d'une place pour être réattribué aux pays non qualifiés par le biais du classement mondial par pays, mais ayant un coureur présent dans les 200 premiers du classement mondial individuel

### Contre-la-montre masculin
| Compétition                                      | Rang | Qualifiés | Athlètes par CNO |
| ------------------------------------------------ | ---- | --- | ---------------- |
| Classement mondial UCI par nations               | 1-30 | Belgique Italie Pays-Bas France Colombie Espagne Slovénie Allemagne Australie Danemark Grande-Bretagne Norvège Suisse Autriche Pologne Irlande ROC Afrique du Sud Kazakhstan Canada Tchéquie Équateur Portugal Slovaquie Érythrée États-Unis Nouvelle-Zélande Estonie Algérie Iran** | 1                |
| Championnats du monde de cyclisme sur route 2019 | 1-10 | Australie Belgique Italie Nouvelle-Zélande Grande-Bretagne États-Unis Estonie Portugal Allemagne Suisse | 1                |
| Invitation                                       | 1    | Ahmad Wais (???) | 1                |
| Ré-allocation de quota inutilisé                 |      | Lettonie | 1                |
| Total                                            |      | | 41               |

** Quota de place attribué pour assurer la représentation minimum de deux pays pour chaque continent

### Course en ligne féminine
| Compétition                      | Rang               | Qualifiés | Athlètes par CNO |
| -------------------------------- | ------------------ | --- | ---------------- |
| Pays hôte                        | NC                 | Japon | 1                |
| Classement mondial UCI 2019      | 1-5                | Pays-Bas Italie Allemagne États-Unis Australie | 4                |
| Classement mondial UCI 2019      | 6-13               | Belgique | 3                |
| Classement mondial UCI 2019      | 6-13               | Danemark Canada Pologne Espagne Grande-Bretagne Norvège Afrique du Sud                                                                                   | 2*               |
| Classement mondial UCI 2019      | 14-22              | Luxembourg France Cuba Mexique Suisse Slovénie Biélorussie Japon ROC                                                                                     | 1*               |
| Classement mondial UCI 2019      | Top 100 individuel | Ouzbékistan Thaïlande Trinité-et-Tobago Israël Finlande Chypre Chine Autriche Suède Colombie Ukraine Chili Costa Rica Tchéquie Lituanie Namibie Érythrée | 1                |
| Championnats d’Afrique 2019      | 1er                | Éthiopie | 1                |
| Championnats d’Asie 2019         | 1er                | Corée du Sud | 1                |
| Championnats panaméricains 2019  | 1er                | Paraguay | 1                |
| Ré-allocation de quota inutilisé |                    | Canada Pologne | 1                |
| Total                            |                    | | 67               |

* Quota réduit d'une place pour être réattribué aux pays non qualifiés par le biais du classement mondial par pays, mais ayant une coureuse présente dans les 100 premières du classement mondial individuel

### Contre-la-montre féminin
| Compétition                                      | Rang | Qualifiés | Athlètes par CNO |
| ------------------------------------------------ | ---- | --- | ---------------- |
| Classement mondial UCI 2019                      | 1-15 | Pays-Bas Italie Allemagne États-Unis Australie Belgique Danemark Canada Pologne Espagne Grande-Bretagne Norvège Afrique du Sud Luxembourg Japon** | 1                |
| Championnats du monde de cyclisme sur route 2019 | 1-10 | États-Unis Pays-Bas Allemagne Suisse Biélorussie Australie Canada Israël Suède France                                                             | 1                |
| Invitation                                       | 1    | Masomah Ali Zada (???) | 1                |
| Ré-allocation de quota inutilisé                 |      | Mexique | 1                |
| Total                                            |      | | 26               |

** Quota de place attribué pour assurer la représentation minimum d'un pays pour chaque continent

## Cyclisme sur piste
Les quotas pour le cyclisme sur piste ont été officialisés en mars 2020.

### Vitesse par équipes masculine
Les huit  CNO les mieux placés au classement UCI sur piste olympique 2018-2020 qualifient chacun une équipe de trois athlètes. Ces 8 CNO reçoivent également deux places en vitesse individuelle et en Keirin.
| Compétition                    | Rang  | Qualifiés                                                                        | Équipes par CNO |
| ------------------------------ | ----- | -------------------------------------------------------------------------------- | --------------- |
| Classement olympique 2018-2020 | 1 à 8 | Australie France Allemagne Grande-Bretagne Pays-Bas Nouvelle-Zélande Pologne ROC | 1               |
| Total                          |       |                                                                                  | 8               |

### Vitesse individuelle masculine
| Compétition                              | Rang  | Qualifiés                                                                        | Athlètes par CNO |
| ---------------------------------------- | ----- | -------------------------------------------------------------------------------- | ---------------- |
| CNO qualifié via la vitesse par équipes  | –     | Australie France Allemagne Grande-Bretagne Pays-Bas Nouvelle-Zélande Pologne ROC | 2                |
| Classement olympique 2018-2020 (vitesse) | 1 à 7 | Canada Chine Japon Malaisie Afrique du Sud* Suriname Trinité-et-Tobago           | 1                |
| CNO qualifié pour le keirin              | –     | Canada Colombie Tchéquie Japon Kazakhstan Malaisie Trinité-et-Tobago             | 1                |
| Total                                    |       |                                                                                  | 30               |

* Qualifié comme représentant continental

### Keirin masculin
| Compétition                             | Rang  | Qualifiés                                                                        | Athlètes par CNO |
| --------------------------------------- | ----- | -------------------------------------------------------------------------------- | ---------------- |
| CNO qualifié via la vitesse par équipes | –     | Australie France Allemagne Grande-Bretagne Pays-Bas Nouvelle-Zélande Pologne ROC | 2                |
| CNO qualifié pour la vitesse            | –     | Canada Colombie Tchéquie Japon Kazakhstan Malaisie Trinité-et-Tobago             | 1                |
| Classement olympique 2018-2020          | 1 à 7 | Canada Chine Japon Malaisie Afrique du Sud Suriname Trinité-et-Tobago            | 1                |
| Total                                   |       |                                                                                  | 30               |

### Poursuite par équipes masculine
| Compétition                    | Rang  | Qualifiés                                                                          | Équipes par CNO |
| ------------------------------ | ----- | ---------------------------------------------------------------------------------- | --------------- |
| Classement olympique 2018-2020 | 1 à 8 | Australie Canada Danemark Allemagne Grande-Bretagne Italie Nouvelle-Zélande Suisse | 1               |
| Total                          |       |                                                                                    | 8               |

### Américaine masculine
| Compétition                               | Rang  | Qualifiés                                                                          | Équipes par CNO |
| ----------------------------------------- | ----- | ---------------------------------------------------------------------------------- | --------------- |
| CNO qualifié via la poursuite par équipes | –     | Australie Canada Danemark Allemagne Grande-Bretagne Italie Nouvelle-Zélande Suisse | 1               |
| Classement olympique 2018-2020            | 1 à 8 | Autriche Belgique Espagne France Hong Kong Pologne Pays-Bas États-Unis             | 1               |
| Total                                     |       |                                                                                    | 16              |

### Omnium masculin
| Compétition                                | Rang   | Qualifiés | Athlètes par CNO |
| ------------------------------------------ | ------ | --- | ---------------- |
| CNO qualifié directement pour l'américaine | –      | Autriche Belgique Espagne France Hong Kong Pologne Pays-Bas États-Unis                                                         | 1                |
| Classement olympique 2018-2020             | 1 à 12 | Australie Biélorussie Danemark Allemagne Grande-Bretagne Grèce Italie Japon Kazakhstan Nouvelle-Zélande Afrique du Sud* Suisse | 1                |
| Total                                      |        | | 20               |

* Qualifié comme représentant continental

### Vitesse par équipes féminine
| Compétition                      | Rang  | Qualifiés                                                       | Équipes par CNO |
| -------------------------------- | ----- | --------------------------------------------------------------- | --------------- |
| Classement olympique 2018-2020   | 1 à 8 | Australie Chine Allemagne Lituanie Mexique Pays-Bas Pologne ROC | 1               |
| Ré-allocation de quota inutilisé | NC    | Ukraine                                                         | 1               |
| Total                            |       |                                                                 | 8               |

### Vitesse individuelle féminine
| Compétition                              | Rang  | Qualifiés                                                                          | Athlètes par CNO |
| ---------------------------------------- | ----- | ---------------------------------------------------------------------------------- | ---------------- |
| CNO qualifié via la vitesse par équipes  | –     | Chine Allemagne Lituanie Mexique Pays-Bas Pologne ROC Ukraine                      | 2                |
| Classement olympique 2018-2020 (vitesse) | 1 à 7 | Australie Canada France Grande-Bretagne Hong Kong Nouvelle-Zélande Afrique du Sud* | 1                |
| CNO qualifié pour le keirin              | –     | Canada France Hong Kong Japon Nouvelle-Zélande Corée du Sud États-Unis             | 1                |
| Total                                    |       |                                                                                    | 30               |

* Qualifiée comme représentante continentale

### Keirin féminin
| Compétition                             | Rang  | Qualifiés                                                                        | Athlètes par CNO |
| --------------------------------------- | ----- | -------------------------------------------------------------------------------- | ---------------- |
| CNO qualifié via la vitesse par équipes | –     | Chine Allemagne Lituanie Mexique Pays-Bas Pologne ROC Ukraine                    | 2                |
| CNO qualifié pour la vitesse            | –     | Australie Canada France Hong Kong Japon Nouvelle-Zélande Corée du Sud États-Unis | 1                |
| Classement olympique 2018-2020          | 1 à 7 | Canada France Grande-Bretagne Hong Kong Nouvelle-Zélande Afrique du Sud Ukraine  | 1                |
| Total                                   |       |                                                                                  | 30               |

### Poursuite par équipes féminine
| Compétition                    | Rang  | Qualifiés                                                                            | Équipes par CNO |
| ------------------------------ | ----- | ------------------------------------------------------------------------------------ | --------------- |
| Classement olympique 2018-2020 | 1 à 8 | Australie Canada France Allemagne Grande-Bretagne Italie Nouvelle-Zélande États-Unis | 1               |
| Total                          |       |                                                                                      | 8               |

### Américaine féminine
| Compétition                               | Rang  | Qualifiés                                                                            | Équipes par CNO |
| ----------------------------------------- | ----- | ------------------------------------------------------------------------------------ | --------------- |
| CNO qualifié via la poursuite par équipes | –     | Australie Canada France Allemagne Grande-Bretagne Italie Nouvelle-Zélande États-Unis | 1               |
| Classement olympique 2018-2020            | 1 à 8 | Belgique Danemark Hong Kong Irlande Japon Pays-Bas Pologne ROC                       | 1               |
| Total                                     |       |                                                                                      | 15              |

- Le Canada a décidé de ne pas inscrire une équipe dans la course à l'américaine féminine, en raison d'un manque d'expérience en compétition pour ses cyclistes et du fait que la compétition est prévue avant l'omnium[8].

### Omnium féminin
| Compétition                                | Rang   | Qualifiés | Athlètes par CNO |
| ------------------------------------------ | ------ | --- | ---------------- |
| CNO qualifié directement pour l’américaine | –      | Belgique Danemark Hong Kong Irlande Japon Pays-Bas Pologne ROC                                                                | 1                |
| Classement olympique 2018-2020             | 1 à 13 | Australie Biélorussie Canada Chine Égypte* France Grande-Bretagne Italie Mexique Nouvelle-Zélande Norvège Portugal États-Unis | 1                |
| Ré-allocation de quota inutilisé           |        | Lituanie | 1                |
| Total                                      |        | | 21               |

* Qualifiée comme représentante continentale

## VTT
Les quotas pour le VTT ont été officialisés en mai 2021,.

### Cross-country masculin
| Compétition                               | Rang   | Qualifiés | Athlètes par CNO |
| ----------------------------------------- | ------ | --- | ---------------- |
| Pays hôte                                 | –      | Japon | 1                |
| Classement olympique 2020                 | 1 à 2  | Suisse Italie | 3                |
| Classement olympique 2020                 | 3 à 7  | France Brésil Pays-Bas Espagne Allemagne                                                                                         | 2                |
| Classement olympique 2020                 | 8 à 21 | Tchéquie Autriche Canada Danemark États-Unis Belgique ROC Afrique du Sud Nouvelle-Zélande Pologne Norvège Grèce Hongrie Roumanie | 1                |
| Championnats d'Afrique 2019               | 1      | Namibie | 1                |
| Championnats panaméricains 2019           | 1      | Mexique | 1                |
| Championnats d'Asie 2019                  | 1      | Chine | 1                |
| Championnats du monde de VTT 2019, élites | 1 à 2  | Australie Israël | 1                |
| Championnats du monde de VTT 2019, U23    | 1 à 2  | Chili Grande-Bretagne | 1                |
| Total                                     |        | | 38               |

### Cross-country féminin
| Compétition                               | Rang   | Qualifiés | Athlètes par CNO |
| ----------------------------------------- | ------ | --- | ---------------- |
| Pays hôte                                 | –      | Japon | 1                |
| Classement olympique 2020                 | 1 à 2  | Suisse États-Unis | 3                |
| Classement olympique 2020                 | 3 à 7  | Pays-Bas Canada France Danemark Allemagne                                                                                           | 2                |
| Classement olympique 2020                 | 8 à 21 | Grande-Bretagne Italie Afrique du Sud Pologne Ukraine Tchéquie Belgique Autriche Argentine Estonie Brésil Hongrie Espagne Australie | 1                |
| Championnats d'Afrique 2019               | 1      | Namibie | 1                |
| Championnats panaméricains 2019           | 1      | Mexique | 1                |
| Championnats d'Asie 2019                  | 1      | Chine | 1                |
| Championnats du monde de VTT 2019, élites | 1 à 2  | Slovénie Suède | 1                |
| Championnats du monde de VTT 2019, U23    | 1 à 2  | Portugal ROC | 1                |
| Total                                     |        | | 38               |

## BMX
Les quotas pour le BMX ont été officialisés le 4 juin 2021,.

### BMX racing masculin
| Compétition                                              | Rang   | Qualifiés                                                            | Athlètes par CNO |
| -------------------------------------------------------- | ------ | -------------------------------------------------------------------- | ---------------- |
| Pays hôte                                                | –      | Japon                                                                | 1                |
| Classement UCI olympique                                 | 1 à 2  | France Pays-Bas                                                      | 3                |
| Classement UCI olympique                                 | 3 à 5  | États-Unis Suisse Colombie                                           | 2                |
| Classement UCI olympique                                 | 6 à 11 | Australie Grande-Bretagne Argentine Brésil Équateur Afrique du Sud** | 1                |
| Classement mondial UCI individuel                        | 1 à 3  | Norvège Canada ROC                                                   | 1                |
| Quotas ré-alloués après l'annulation des mondiaux de BMX | 1 à 2  | Italie Lettonie                                                      | 1                |
| Total                                                    |        |                                                                      | 24               |

** Quota de place attribué pour assurer la représentation minimum d'un pays pour chaque continent

### BMX racing féminin
| Compétition                                              | Rang   | Qualifiés                                               | Athlètes par CNO |
| -------------------------------------------------------- | ------ | ------------------------------------------------------- | ---------------- |
| Pays hôte                                                | –      | Japon                                                   | 1                |
| Classement UCI olympique                                 | 1 à 2  | Pays-Bas États-Unis                                     | 3                |
| Classement UCI olympique                                 | 3 à 5  | France ROC Australie                                    | 2                |
| Classement UCI olympique                                 | 6 à 11 | Colombie Brésil Nouvelle-Zélande Danemark Suisse Canada | 1                |
| Classement mondial UCI individuel                        | 1 à 3  | Grande-Bretagne Équateur Lettonie                       | 1                |
| Quotas ré-alloués après l'annulation des mondiaux de BMX | 1 à 2  | Belgique Allemagne                                      | 1                |
| Total                                                    |        |                                                         | 24               |

** Quota de place attribué pour assurer la représentation minimum d'un pays pour chaque continent

### BMX freestyle masculin
| Compétition                                   | Rang  | Qualifiés                            | Athlètes par CNO |
| --------------------------------------------- | ----- | ------------------------------------ | ---------------- |
| Pays hôte                                     | –     | Japon                                | 1                |
| Classement UCI olympique                      | 1     | États-Unis                           | 2                |
| Classement UCI olympique                      | 2 à 5 | Australie ROC Grande-Bretagne France | 1                |
| Championnats du monde de cyclisme urbain 2019 | 1 à 2 | Venezuela Costa Rica                 | 1                |
| Total                                         |       |                                      | 9                |

### BMX freestyle féminin
| Compétition                                   | Rang  | Qualifiés                            | Athlètes par CNO |
| --------------------------------------------- | ----- | ------------------------------------ | ---------------- |
| Pays hôte                                     | –     | Japon                                | 1                |
| Classement UCI olympique                      | 1     | États-Unis                           | 2                |
| Classement UCI olympique                      | 2 à 5 | Allemagne Grande-Bretagne Suisse ROC | 1                |
| Championnats du monde de cyclisme urbain 2019 | 1 à 2 | Chili Australie                      | 1                |
| Total                                         |       |                                      | 9                |